# Berliner Straße (Francfort)
Pour les articles homonymes, voir Berliner Straße.
La Berliner Straße est une rue de la ville de Francfort-sur-le-Main, en Allemagne.

## Situation et accès
C'est l'une des plus importantes rues de la vieille ville (Altstadt). Elle est située non loin de la Paulsplatz et de l'Église Saint-Paul.

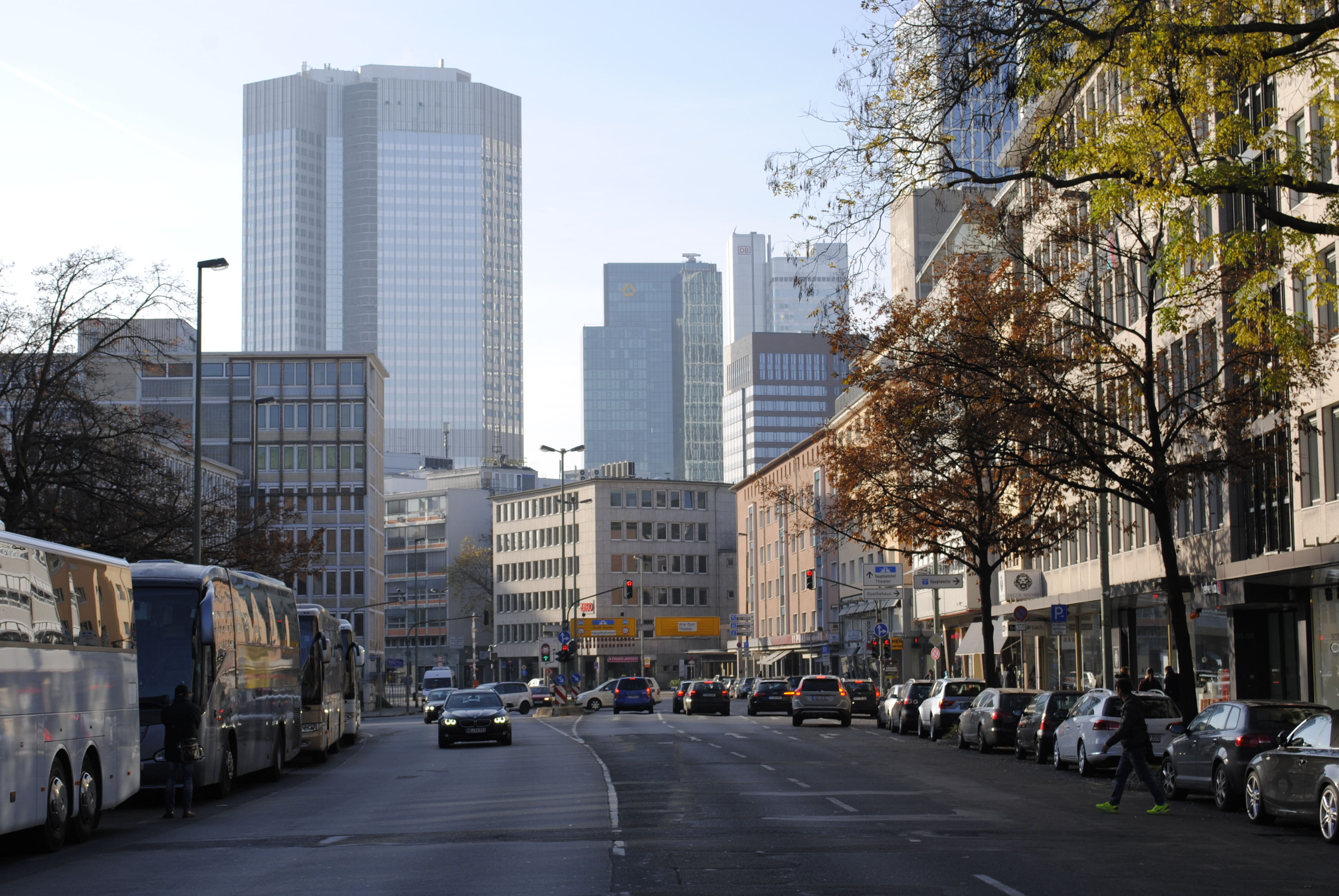
Berliner Straße

## Origine du nom
Le nom Berliner Straße signifie littéralement Rue de Berlin, Berlin capitale de l'Allemagne.

## Historique
La « Berliner Straße » a été construite à partir de 1952 dans le cadre du réaménagement moderne de la vieille ville de Francfort, qui avait été en grande partie détruite lors des raids aériens sur Francfort-sur-le-Main pendant la Seconde Guerre mondiale. 
Inaugurée le 16 novembre 1953, après une période de construction d’environ 15 mois, sous le nom de « Straße an der Paulskirche », elle est rebaptisée « Berliner Straße » en 1955. 